# 1009

## أحداث
- تدمير مدينة الزهراء في الأندلس بأمرٍ من الخليفة محمد المهدي بالله الأموي.

عام 1009 م فقد أمر السلطان الحاكم بأمر الله بتدمير كنيسة القيامة

## مواليد
- أديلا من فرنسا، كونتيسة فلاندرز
- علي الحريري كاتب تركي
- قطران التبريزي شاعر إيراني
- يوسف بن تاشفين ملك الدولة المرابطية

## وفيات
- أبو ركوة
- ابن الرقعمق
- ابن المجوسي
- أبو سعد عبد الرحمن بن يونس أحد أعظم فلكيي المسلمين. (ولد 950 م).
- خلف بن أحمد